# Angelo Frigerio (conduttore radiofonico)
Angelo Frigerio, conosciuto anche con il soprannome di sciur Maestro (Rovio, 12 aprile 1920 – Lugano, 7 aprile 2015), è stato un conduttore radiofonico, insegnante e attore svizzero; era uno dei personaggi pubblici più noti della Svizzera italiana.

## Biografia
Appassionato di botanica, ha condotto per oltre 50 anni, sulla RSI, la trasmissione radiofonica L'ora della terra..